# Manuel Antonio Blas Sáenz
Manuel Antonio Blas Sáenz (* um 1800 in Rivas) war im Jahr 1845 für wenige Wochen Präsident von Nicaragua.

## Leben
Im Juli 1842 unter dem Supremo Director von Nicaragua Manuel Pérez war Sáenz mit Dionisio Zapata mit Grenzverhandlungen mit Costa Rica befasst. 1843 ging von Senator Sáenz die Gesetzesinitiative zur Gründung des Staatsanzeigers Registro Oficial aus.
Im Guerra de Malespín wurde Silvestre Selva Sacasa von den Okupationstruppen als Supremo Director von Nicaragua eingesetzt. Malespín zog am 24. Januar 1845 im lange belagerten León (Nicaragua) ein und seine Truppen richteten ein Massaker an.
Blas Antonio Sáenz und José León Sandoval erklärten Anfang 1845 Masaya zum Regierungssitz von Nicaragua und bildeten eine Gegenregierung. Als Malespín in El Salvador gestürzt wurde, konnte Silvestre Selva aus León entweichen.
Der Oberbefehlshaber der Ejército Protector de Paz, José Trinidad Muñoz Fernández wurde mit dem Gouverneursamt von León abgefunden und Sáenz brach am 3. März 1845 den von Malespín diktierten Friedensvertrag. In seiner Rede zur Eröffnung des Parlamentes am 10. März 1845 rief Sáenz dazu auf eine landesweite Einheit zu bilden, welche internationalen Respekt, innere Sicherheit, Glaubwürdigkeit und allgemeines Einvernehmen verschafft.

## Veröffentlichungen
- Discurso pronunciado por el Senador Director Sr. Blas Antonio Sáenz al instalarse el cuerpo legislativo del estado, San Fernando (Masaya) 10. März 1845, neuabgedruckt in Vega Bolaños Gobernantes de Nicaragua, S. 88–90.